# Cilleruelo de Bezana
Cilleruelo de Bezana ist ein spanischer Ort in der Provinz Burgos der Autonomen Gemeinschaft Kastilien und León. Der Ort gehört zur Gemeinde Valle de Valdebezana. Cilleruelo de Bezana ist über die Straße N-623 zu erreichen und liegt 96 Kilometer nördlich der Provinzhauptstadt Burgos.
Zu Cilleruelo de Bezana gehören die Wohnviertel Arriba, Campo und Abajo.

## Sehenswürdigkeiten
- Spätgotische Kirche Santa Juliana, erbaut im 16. Jahrhundert, in ruinösem Zustand
- Barocke Kirche Santa Juliana

## Weblinks

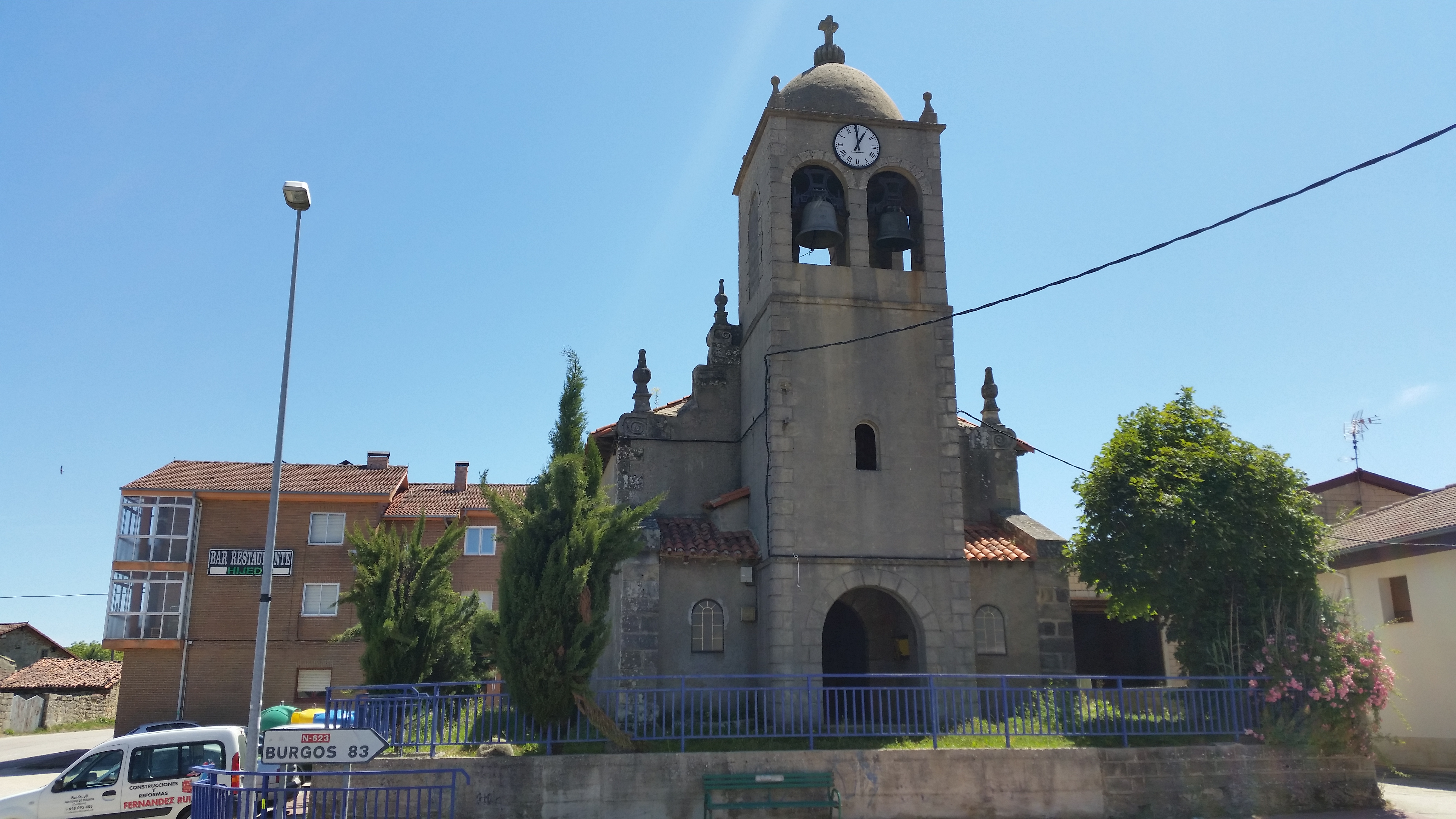
Kirche Santa Juliana